# ماسیمو برتولینی
 ماسیمو برتولینی (ایتالیایی: Massimo Bertolini؛ زاده ۳۰ مهٔ ۱۹۷۴) یک تنیس‌باز اهل ایتالیا است.